# Episodi di The Closer (quarta stagione)
La quarta stagione della serie televisiva The Closer, composta da 15 episodi, è stata trasmessa negli Stati Uniti d'America dal 14 luglio 2008 al 23 febbraio 2009, sul network americano TNT.
In Italia è andata in onda in prima visione assoluta dal 24 gennaio 2009 al 9 maggio 2009, sul canale digitale terrestre a pagamento Mya, mentre in chiaro è stata trasmessa su Italia 1 dal 12 gennaio al 2 marzo 2010.
| nº | Titolo originale    | Titolo italiano         | Prima TV USA      | Prima TV Italia  |
| -- | ------------------- | ----------------------- | ----------------- | ---------------- |
| 1  | Controlled Burn     | Fuoco e fiamme          | 14 luglio 2008    | 24 gennaio 2009  |
| 2  | Speed Bumps         | Pirata della strada     | 21 luglio 2008    | 31 gennaio 2009  |
| 3  | Cherry Bomb         | Seduzione letale        | 28 luglio 2008    | 7 febbraio 2009  |
| 4  | Live Wire           | La telecamera           | 4 agosto 2008     | 21 febbraio 2009 |
| 5  | Dial M for Provenza | Un piccolo contrattempo | 11 agosto 2008    | 28 febbraio 2009 |
| 6  | Problem Child       | Un ragazzo problematico | 18 agosto 2008    | 7 marzo 2009     |
| 7  | Sudden Death        | Morte improvvisa        | 25 agosto 2008    | 14 marzo 2009    |
| 8  | Split Ends          | Nascondersi             | 1º settembre 2008 | 21 marzo 2009    |
| 9  | Tijuana Brass       | Crimini maggiori        | 8 settembre 2008  | 28 marzo 2009    |
| 10 | Time Bomb           | Bomba ad orologeria     | 15 settembre 2008 | 4 aprile 2009    |
| 11 | Good Faith          | Buona fede              | 26 gennaio 2009   | 11 aprile 2009   |
| 12 | Junk in the Trunk   | Nel bagagliaio          | 2 febbraio 2009   | 18 aprile 2009   |
| 13 | Power of Attorney   | Il potere dell'avvocato | 9 febbraio 2009   | 25 aprile 2009   |
| 14 | Fate Line           | Linea del destino       | 16 febbraio 2009  | 2 maggio 2009    |
| 15 | Double Blind        | Doppia finzione         | 23 febbraio 2009  | 9 maggio 2009    |